# Cordinhã
Cordinhã ist eine Gemeinde (Freguesia) im portugiesischen Kreis Cantanhede. In ihr leben 974 Einwohner (Stand 19. April 2021).